# Арракіс
Арракіс (англ. Arrakis, [əˈræk[непідтримувані символи]s]) — також неофіційно відома як Дюна (англ. Dune), а пізніше названа як Ракіс (англ. Rakis) — вигадана пустельна планета, що фігурує у франшизі «Дюна» Френка Герберта. Перший роман Герберта з цієї серії, Дюна 1965 року, вважається одним з найкращих науково-фантастичних романів усіх часів, і його часто цитують як «найпродаваніший науково-фантастичний роман в історії».
У Дюні ця планета є батьківщиною Фрименів (мандрівників Дзенсунні), а згодом — імперською столицею імперії Атрідів. Арракіс — третя планета, що обертається навколо зірки Канопус, навколо неї обертається два супутники, один з яких має альбедо-візерунок, що нагадує пустельну мишу-кенгуру Муад'Діб, а інший — має розмітку, що нагадує людську руку.

## Навколишнє середовище

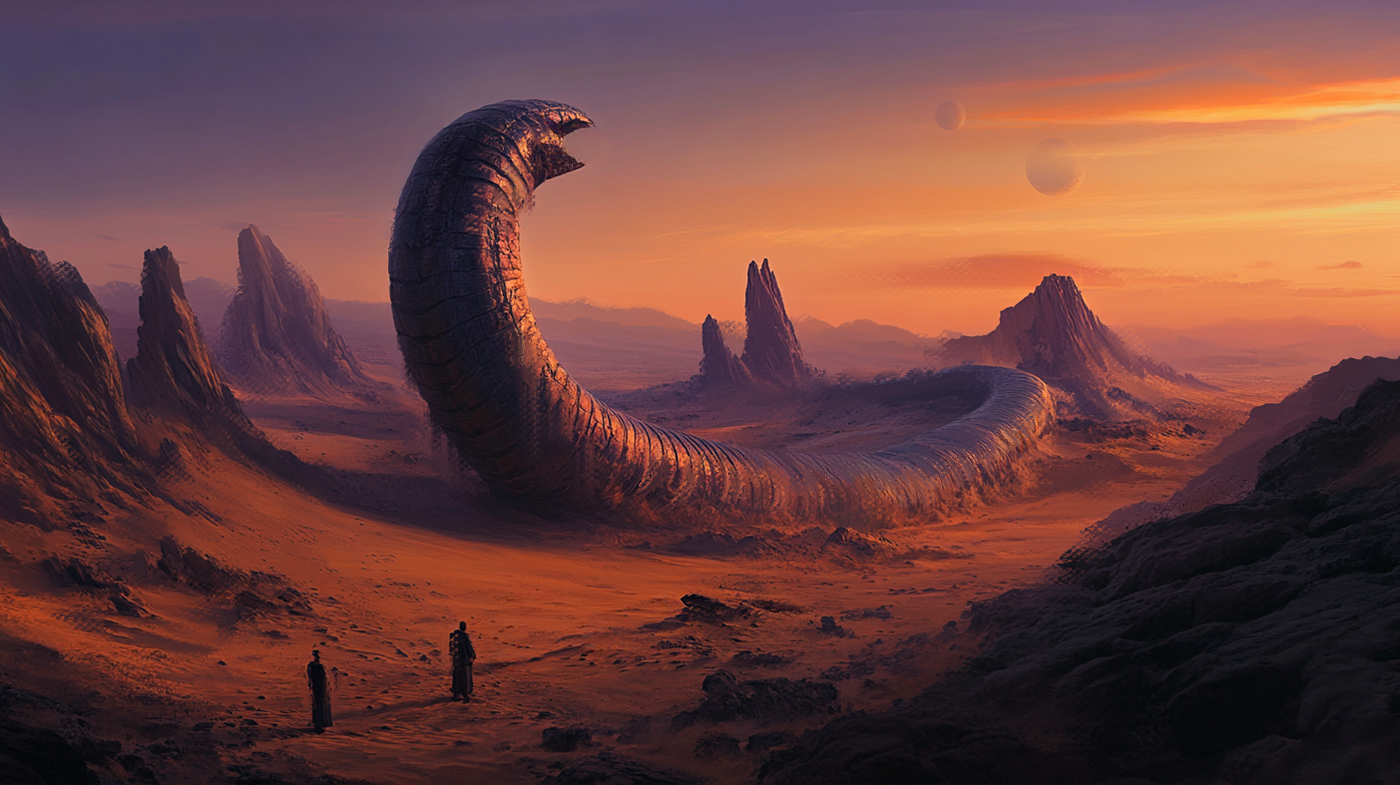
Краєвид планети Арракіс із піщаним червом
Поверхня Арракіса складалася майже виключно з сухих дюнних пустель, звідси й інша назва планети — Дюна (див. Дюни). Різні вивітрені гірські хребти простягалися по всій планеті, руйнуючи пустелі й приховуючи обмежені місцеві форми життя. Поверхня планети також була всіяна скельними виступами.
Атмосфера складалася з азоту і кисню в кількостях, досить сумісних, щоб дозволити людям жити на планеті без дихального обладнання. Спосіб отримання атмосферного кисню, достатнього для підтримки обмеженого біологічного життя, полягає в метаболізмі піщаних хробаків, який діє як фабрика з виробництва кисню.
Величезні запаси води розташовувалися глибоко в горах планети, а також в незліченних піщаних болотах. Невеликі кількості водяної пари існували в атмосфері та збиралися за допомогою вітрових пасток.
Північний полюс планети розташовувався на великій скельній плиті та був оточений гірськими хребтами. Таким чином, він був захищений від вторгнення піщаних хробаків, поки фримени на чолі з Полем Атрідом не використовували атомні бомби, щоб зруйнувати більшу частину захисної стіни незадовго до того, як він проголосив себе імператором.
Ця географія в поєднанні з більш м'яким кліматом робила людське житло на полюсі більш комфортним і пояснювала наявність столиці Арракіна.

## Локації

### Арракін
Столиця і найбільше місто Арракіса, розташовується недалеко від Північного полюса планети, в основному на масиві скельних порід. Це, в поєднанні з захистом, що забезпечується захисною стіною, запобігало будь-яким вторгненням піщаних хробаків. Крім надання керівнику впливу бази операцій, основною діяльністю в Арракіні була торгівля з групами та окремими особами з інших світів, а також це місто було місцем збору деяких Boondocks, що віддавали перевагу більш «культурному» або «екзотичному» життю. За той час, поки втрачені поверталися з розсіювання, назва міста скоротилася до Кін.
На Арракіні розташовувався розкішний палац, який був «урядовим особняком за часів старої імперії»; до прибуття Атрідів на Арракіс там жили права рука імператора Граф Фенрінґ і його дружина Марго. Лето I обрав Арракін місцем свого правління, тому що «це було невелике місто, яке було легше стерилізувати й захищати.»

## Передісторія

Арракіс у фільмі Девіда Лінча Дюна (1984)

У романі Браяна Герберта і Кевіна Джеймс Андерсона Пол з Дюни (2008) стверджується, що першими відомими мешканцями Арракіса були Муадру, які завезли на планету піщаних хробаків. У них були поселення по всій галактиці, які раптово зникли; мандрівники Дзенсунні з'явилися пізніше, зрештою ставши Фрименами. У романі Пол зауважує: «Певно, існує лінгвістичний зв'язок між Фрименами і Муадру.»

## Тезки
- 5 квітня 2010 року реальна плантія (рівнина) на супутнику Сатурна, Титані, була названа Арракіс Планітія[en] на честь вигаданої планети Герберта[3].
- Арракіс це також альтернативна назва зірки Мю Драконіс[en].
- Вигадана пустельна планета Татуїн з франшизи «Зоряні війни» була натхненна пустельною планетою Арракіс з Дюни[4][5].